# Горелая (приток Тетеркины)
Горелая — река в России, протекает по территории Ямало-Ненецкого автономного округа. Устье реки находится на 37-м км правого берега реки Тетеркина. Длина реки составляет 16 км.

## Данные водного реестра
По данным государственного водного реестра России относится к Нижнеобскому бассейновому округу, водохозяйственный участок реки — Таз. Речной бассейн реки — Таз.